# Simone de Wobreck

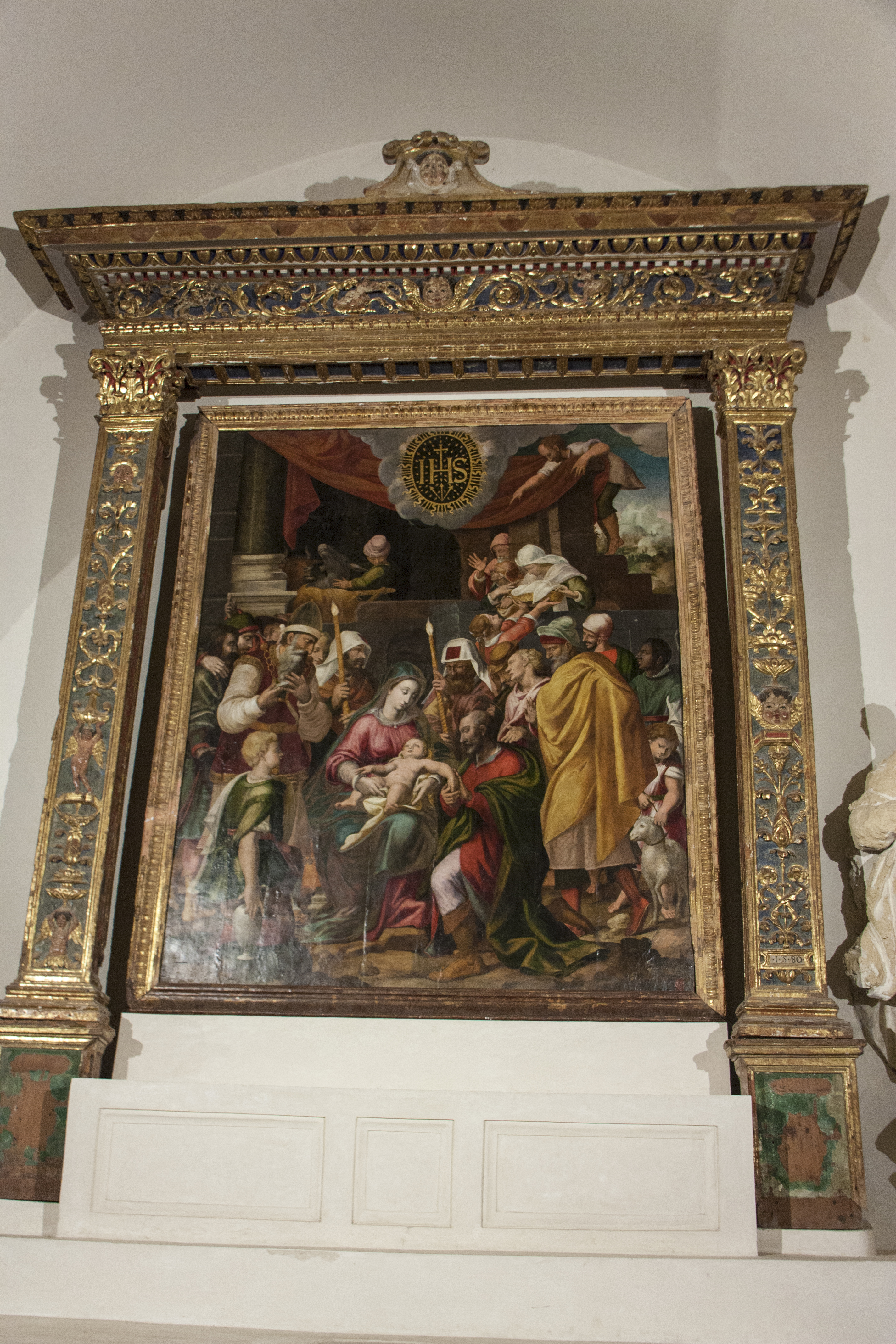
Circoncision du Christ, église San Domenico de Castelvetrano.

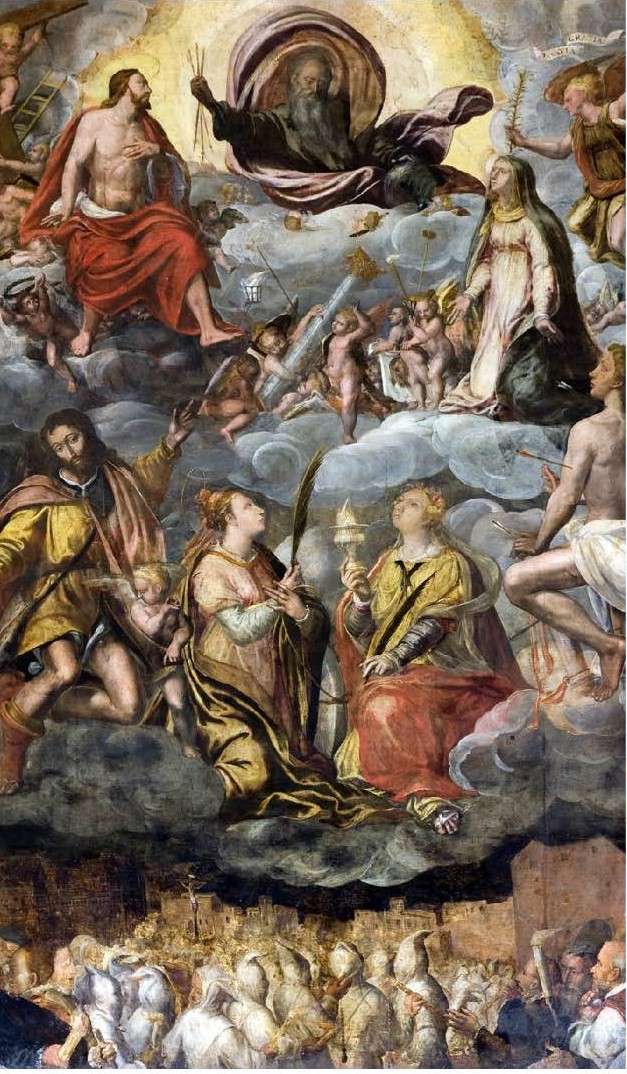
Palerme libéré de la peste de 1575 (1576).

Simone De Wobreck, ou Simon de Wobreck, né à Haarlem entre 1500 et 1550 et mort à Palerme entre 1587 et 1597, est un peintre flamand du XVIe siècle, dont les œuvres connues proviennent toutes de son activité en Sicile.

## Biographie
Né à Haarlem entre 1500 et 1550, Simone de Wobreck arrive à Palerme en 1558, où il reçoit la commande d'une grande toile, perdue, représentant Le repas chez Simon pour le monastère San Martino delle Scale. Il y fut actif pendant plus de trente ans, mourant à Palerme entre 1587 et 1597.

## Œuvres
- 1580, Circoncision du Christ, église San Domenico du prieuré dominicain de Castelvetrano.
- 1580 - 1581, Vierge du Rosaire aux saints, peinture sur panneau, à l'origine dans l'église San Giacomo dei Militari, maintenant dans la Sala Torre (exposition temporaire) au Museo diocesano, tous deux à Palerme.
- 1586, Vierge Marie avec les saints Agathe, Oliva, Étienne et Bartolomeo, peinture sur panneau, église Sant'Agata delle Scorruggie alle Mura, Palerme[2].
- Sainte Ursule avec des scènes de sa vie, collection du museo diocesano, provenant de la chapelle St Ursula de Santissimo Salvatore, Palerme[3].
- Adoration des mages, église San Francesco d'Assisi, Enna.
- Retable, chiesa del Rosario, monastère dominicain de San Domenico di Guzman, Isnello.
- Christ, église Santi Vito e Francesco, Monreale[1].